# Pierino Prati
Pierino Prati (13. prosinec 1946, Cinisello Balsamo, Italské království – 22. červen 2020, Montorfano, Itálie) byl italský fotbalový útočník a trenér.
Fotbalově vyrůstal v Miláně. Dva roky putoval po hostování (Salernitana a Savona). Od sezony 1967/68 byl již nedílnou součástí u Rossoneri. Ve své první sezoně vstřelil 15 branek a stal se nejlepším střelcem v lize a přispěl tím k prvnímu titulu. Velmi podařenou sezonu vylepšil ještě v poháru PVP 1967/68, když jej klub ovládl. V následující sezoně slavil vítězství jak v poháru PMEZ 1968/69, tak i v Interkontinentálním poháru. V poháru PMEZ vstřelil jako první italský fotbalista při finálovém utkání tři branky.Spolu s Ferencem Puskásem a Alfredem di Stéfanem je jediným fotbalistou, kterému se tři branky ve finále této soutěže podařilo vstřelit. U Rossoneri zůstal do roku 1973 po vítězství v poháru PVP 1972/73.
I když měl 27 let, prezident klubu si mylně myslel, že je na ústupu, a tak jej prodal za 650 milionu lir do Říma. U vlků ale pookřál. Ve druhé sezoně vstřelil 14 branek a pomohl klubu k 3. místu v lize. Jenže od sezony 1975/76 přišel herní propad a na začátku sezony 1977/78 odešel do Fiorentiny, kde jeho angažmá skončila propadákem. Poté hrál poslední roky kariéry v Savoně, kde také v roce 1981 ukončil kariéru. V roce 1979 odehrál šest utkání za americký klub Rochester Lancers.
V anketě Zlatý míč, která hledala nejlepšího fotbalistu Evropy, skončil roku 1969 osmý.
Po fotbalové kariéře se stal na krátkou dobu trenérem. V roce 1984 pomohl zachránit v soutěži Lecco. Poté trénoval Solbiatese, se kterým slavil postup do 4. ligy a poslední angažmá měl v roce 1991 v Pro Patrii, kde vydržel půl sezony.

## Hráčská statistika
| Sezóna          | Klub            | Liga            | Liga   | Liga | Ligové poháry | Ligové poháry | Ligové poháry | Kontinentální poháry | Kontinentální poháry | Kontinentální poháry | Celkem | Celkem |
| Sezóna          | Klub            | Soutěž          | Zápasy | Góly | Soutěž        | Zápasy        | Góly          | Soutěž               | Zápasy               | Góly                 | Zápasy | Góly   |
| --------------- | --------------- | --------------- | ------ | ---- | ------------- | ------------- | ------------- | -------------------- | -------------------- | -------------------- | ------ | ------ |
| 1965/66         | Salernitana     | Serie A         | 19     | 10   | -             | 0             | 0             |                      | 0                    | 0                    | 19     | 10     |
| 1966            | Milán           | Serie A         | 2      | 0    | IP            | 0             | 0             | Stř.P                | 0                    | 0                    | 2      | 0      |
| 1966/67         | Savona          | Serie B         | 29     | 15   | IP            | 0             | 0             | -                    | 0                    | 0                    | 29     | 15     |
| 1967/68         | Milán           | Serie A         | 23     | 15   | IP            | 7             | 3             | PVP                  | 8                    | 4                    | 38     | 22     |
| 1968/69         | Milán           | Serie A         | 30     | 14   | IP            | 3             | 1             | PMEZ                 | 7                    | 6                    | 40     | 21     |
| 1969/70         | Milán           | Serie A         | 21     | 12   | IP            | 3             | 3             | PMEZ+Int.P           | 4+2                  | 2+0                  | 30     | 17     |
| 1970/71         | Milán           | Serie A         | 29     | 19   | IP            | 10            | 3             | -                    | 0                    | 0                    | 39     | 22     |
| 1971/72         | Milán           | Serie A         | 21     | 6    | IP            | 11            | 4             | UEFA                 | 7                    | 2                    | 39     | 12     |
| 1972/73         | Milán           | Serie A         | 17     | 6    | IP            | 0             | 0             | PVP                  | 4                    | 2                    | 21     | 8      |
| 1973/74         | Řím             | Serie A         | 23     | 8    | IP            | 3             | 0             | -                    | 0                    | 0                    | 26     | 8      |
| 1974/75         | Řím             | Serie A         | 29     | 14   | IP            | 10            | 8             | -                    | 0                    | 0                    | 39     | 22     |
| 1975/76         | Řím             | Serie A         | 10     | 2    | IP            | 3             | 3             | UEFA                 | 6                    | 0                    | 19     | 5      |
| 1976/77         | Řím             | Serie A         | 20     | 4    | IP            | 2             | 1             | -                    | 0                    | 0                    | 22     | 5      |
| 1977            | Řím             | Serie A         | 0      | 0    | IP            | 4             | 1             | -                    | 0                    | 0                    | 4      | 1      |
| 1977/78         | Fiorentina      | Serie A         | 8      | 0    | IP            | 0             | 0             | UEFA                 | 0                    | 0                    | 8      | 0      |
| 1978/79         | Savona          | Serie C2        | 25     | 10   | -             | 0             | 0             | -                    | 0                    | 0                    | 25     | 10     |
| 1979/80         | Savona          | Serie C2        | 27     | 12   | -             | 0             | 0             | -                    | 0                    | 0                    | 27     | 12     |
| 1980/81         | Savona          | Serie C2        | 27     | 12   | -             | 0             | 0             | -                    | 0                    | 0                    | 27     | 12     |
| Celkem v Itálii | Celkem v Itálii | Celkem v Itálii | 360    | 159  | -             | 56            | 27            | -                    | 38                   | 16                   | 454    | 202    |

## Reprezentační kariéra
S reprezentací debutoval 6. dubna 1968 proti Bulharsku (2:3), kde vstřelil i branku. Hrál dva zápasy na zlatém ME 1968. Byl i na stříbrném MS 1970, jenže nenastoupil do žádného utkání. Poslední utkání za Azzuri nastoupil 28. září 1974 proti Jugoslávii (2:2). V národním týmu nastoupil do 14 utkání s vstřelil 7 branek.

### Statistika na velkých turnajích
| Reprezentace | Rok     | Zápasy                 | Zápasy | Zápasy        | Zápasy           | Zápasy           | Zápasy   |
| Reprezentace | Rok     | Fáze turnaje           | Datum  | Soupeř        | Odehraných minut | Vstřelené branky | Výsledek |
| ------------ | ------- | ---------------------- | ------ | ------------- | ---------------- | ---------------- | -------- |
| Itálie       | ME 1968 | Čtvrtfinále            | 5. 6.  | Sovětský svaz | 120              | 0                | 0:0      |
| Itálie       | ME 1968 | Finále č.1             | 8. 6.  | Jugoslávie    | 120              | 0                | 1:1      |
| Itálie       | MS 1970 | Neodehrál žádné utkání |        |               |                  |                  |          |

## Úspěchy

### Klubové
- 1× vítěz italské ligy (1967/68)
- 2× vítěz italského poháru (1971/72, 1972/73)
- 1× vítěz poháru PMEZ (1968/69)
- 2× vítěz poháru PVP (1967/68, 1972/73)
- 1× vítěz Interkontinentálního poháru (1969)

### Reprezentační
- 1× na MS (1970 - stříbro)
- 1× na ME (1968 - zlato)

### Individuální
- nejlepší střelec ligy (1967/68)